# Caserío Txipres
 (novembre 2024).
Le contenu est difficilement compréhensible vu les erreurs de traduction, qui sont peut-être dues à l'utilisation d'un logiciel de traduction automatique.

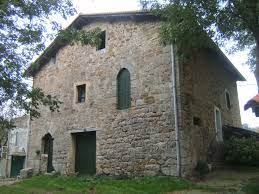
Vue du caserío dans l'actualité.

La ferme (caserío) Txipres (Chiprés), est un ancien caserío médiéval de principes du XVe siècles , localisé dans le quartier d'Altza, Saint-Sébastien à Guipúzcoa, en Espagne.

## Histoire
Le premier rendez-vous documentaire du caserío Txipres date de l'an 1425. Les caractéristiques du bâtiment font supposer que Txipres a été dans son origine une tour, habitée par des chevaliers de l'ordre du Temple qui protégeaient aux pèlerins du pèlerinage de Saint-Jacques-de-Compostelle.
Aujourd'hui, le bâtiment, qu'est propriété de particulières, essaie d'être conservée et restaurée par s'agir d'une construction de notable valeur historique et archéologique.